# Scram!
Scram! (bra: Sumam-Se!) é um curta-metragem estadunidense de 1932, dirigido por Raymond McCarey. 
Faz parte da série cinematográfica protagonizada pela dupla Laurel & Hardy, conhecida no Brasil como "O Gordo e o Magro".

## Enredo
Stan e Ollie ("O Gordo e o Magro") são levados à corte do severo Juiz Beaumont (Richard Cramer), por terem sido pegos pela polícia dormindo em um banco de uma praça. O juiz não os condena à prisão somente pelo fato da cadeia estar cheia mas lhes dá uma hora para que deixem a cidade. Depois, Stan e Ollie caminham à noite debaixo de uma grande tempestade e se encontram com um bêbado bem vestido (Arthur Housman), que não consegue dirigir seu carro porque perdera as chaves. Os dois o ajudam a procurá-las e quando as avistam num bueiro conseguem recuperá-las (depois de muitas trapalhadas e algumas quedas dentro do buraco). Agradecido pela ajuda, o bêbado os convida para passarem a noite em sua mansão ao saber que a dupla não tem onde ficar. Ao chegarem à porta da propriedade, o bêbado naturalmente não encontra a chave. Stan e Ollie tentam entrar na casa pela janela enquanto o bêbado cai dentro da casa pois a porta estava aberta. Depois das tradicionais trapalhadas e muitas quedas da dupla, os três se reencontram dentro da casa e o bêbado os manda irem para um quarto, subindo uma escadaria. Depois que Stan e Ollie o deixam, aparece um empregado e o bêbado percebe que entrou na casa errada e vai embora. Stan e Ollie vestem roupões e se preparam para dormir e resolvem antes ver como o bêbado está. No corredor, a esposa do proprietário da casa (Vivien Oakland) os vê e desmaia de susto. Ao tentarem reanimá-la com um copo d'água, os dois não percebem que dão álcool para a mulher, pois pegaram um jarro em que o bêbado pusera a bebida antes de ir embora. A mulher fica embriagada e leva Stan e Ollie para o seu quarto onde os três são acometidos de vários surtos de gargalhadas. O proprietário da casa chega e ao ouvir o barulho, vai ao quarto da mulher e a vê, com Stan e Ollie, gargalhando na cama. Os dois reconhecem o homem como sendo o Juiz Beaumont e Stan apaga a luz e a partir daí só se ouve os barulhos dos tiros.